# Área de Recursos Múltiples Universidad-Centro Cultural
̟El Área de Recursos Múltiples Universidad-Centro Cultural (en inglés University-Cultural Center Multiple Resource Area) es una serie de edificaciones históricas que fueron incluidas Registro Nacional de Lugares Históricos el 29 de abril y el 1 de mayo de 1986. Todas las edificaciones se encuentran en Midtown Detroit, cerca de la avenida Woodward y de la Universidad Estatal Wayne en Detroit, Míchigan. La Fase I tiene cinco propiedades, y la Fase II, tres.

## Historia
Desde mediados del siglo XIX hasta la década de 1920, la zona que hoy es el Centro Universitario-Cultural se caracterizó por viviendas unifamiliares de clase alta. Después de la Guerra de Secesión, la ciudad de Detroit vendió lotes a lo largo de Woodward a desarrolladores privados. Las casas aparecieron por primera vez a lo largo de Woodward en la década de 1860, y la construcción en el área alcanzó un pico en las década de 1880 y 1890 a medida que se planificaron los desarrollos frente a Woodward, primero al este y luego al oeste. La construcción al este de la Segunda Avenida no alcanzó su punto máximo hasta principios del siglo XX.
A finales del siglo XIX, se construyó Central High School (ahora Old Main) en Cass y Warren. El edificio atrajo a otras instituciones educativas y artísticas, lo que culminó con la construcción del Instituto de Artes de Detroit y la Biblioteca Pública de Detroit a lo largo de Woodward Avenue en la década de 1920.
El auge del automóvil en las décadas de 1910 y 1920 tuvo un doble efecto en el área del Centro Cultural Universitario. El próspero comercio de automóvil multiplicó casi por cuatro la población de Detroit entre 1900 y 1920. Esto empujó los límites de la ciudad hacia el norte, convirtiendo lo que alguna vez fue un área suburbana y abierta en el corazón de la ciudad. El área del Centro Cultural de la Universidad también se convirtió en el hogar de empresas comerciales e industriales relacionadas con la automoción, particularmente a lo largo de Woodward y Cass.
A mediados de la década de 1920, se construyeron grandes edificios de apartamentos con espacio comercial en el primer piso en el área, lo que atrajo a más residentes al área y redujo la presión por la fachada de las tiendas. Al mismo tiempo, los antiguos residentes de las casas de la clase alta de principios de siglo se mudaron más lejos a nuevos vecindarios como Boston-Edison, Arden Park-East Boston o Virginia Park. Las mansiones restantes se reutilizaron como pensiones o espacios comerciales.
Las instituciones culturales y educativas se estaban desarrollando en el área aproximadamente al mismo tiempo, comenzando con el Instituto de Artes de Detroit mencionado anteriormente y la Biblioteca Pública de Detroit. Al mismo tiempo, Universidad Estatal Wayne, entonces ubicada en la antigua Central High School, comenzó a ofrecer títulos de cuatro años. Estas instituciones formaron un área central que atrajo a otras instituciones orientadas al público, incluidas varias escuelas de música, el Instituto Merrill-Palmer, el Museo Histórico de Detroit, la Facultad de Estudios Creativos y otras instituciones que crearon campus en el área.
En particular, la Universidad Estatal de Wayne se ha expandido continuamente desde sus inicios como una institución que otorga títulos de cuatro años en la década de 1930. La universidad se expandió por primera vez fuera de su casa Old Main en 1933, y cuatro años después estaba utilizando más de una docena de residencias antiguas en los alrededores. En la década de 1940, la universidad obtuvo terrenos en los bloques circundantes a través de un dominio eminente. Los nuevos aumentos en la matrícula y la disponibilidad de fondos federales en la década de 1960 permitieron a la universidad ampliar su campus hacia el sur y el oeste.

## Arquitectura
Debido a su historia, las estructuras dentro del Centro Cultural Universitario son de cuatro tipos distintos: edificios orientados al público, establecimientos comerciales e industriales, viviendas unifamiliares y grandes complejos de apartamentos de varias unidades.
Los edificios orientados al público son más notables en el corazón del complejo cultural, con el Instituto de Arte de Detroit y la Biblioteca Pública de Detroit, así como otros museos e instituciones culturales circundantes. La Universidad Estatal de Wayne también luce una franja de edificios públicos en el lado oeste del área, muchos construidos en las décadas de 1950 y 1960. Además, varias iglesias salpican el área, incluida la Iglesia Catedral de San Pablo y la Primera Iglesia Congregacional.
La ubicación principal de los edificios comerciales es a lo largo de los pasillos Woodward y Cass. Aunque la actividad comercial se ha reducido de lo que era en el apogeo del área, aún continúa, particularmente al servicio de los estudiantes en Wayne State. Más al norte en el área hay sitios que originalmente eran principalmente industriales, ahora agrupados en el Distrito Histórico de New Amsterdam y el Distrito Histórico de Piquette Avenue.
El parque de viviendas en el área se construyó sustancialmente antes de 1914. De estas, las casas unifamiliares originales han sido sustancialmente demolidas para dar paso a las oleadas de remodelación como estructuras de unidades múltiples, estructuras comerciales y estructuras culturales y relacionadas con la educación. erigido. Quedan algunos focos de viviendas unifamiliares, especialmente en la sección este con el Distrito Histórico de East Ferry Avenue, las casas cerca del Hospital Dunbar y, justo al sur del Centro Cultural Universitario (pero dentro de Midtown), Brush Park. En el oeste, el Distrito Histórico de West Canfield se erige como el único bloque contiguo de las primeras casas en el área. Otras viviendas unifamiliares existen individualmente.
Muchas de las casas anteriores fueron reemplazadas por estructuras de apartamentos de varias unidades. Los primeros edificios de apartamentos más pequeños predominan en el área, particularmente a lo largo de la Segunda Avenida. Estas unidades suelen tener de cuatro a cinco pisos de altura y se construyeron a mediados de la década de 1910 y principios de la de 1920. Más tarde, durante el boom inmobiliario de la década de 1920, se construyeron grandes edificios de apartamentos, típicamente de nueve a trece pisos de altura; esta tipología incluye The Wardell (ahora The Park Shelton) y Belcrest.
Muchas de las estructuras dentro del área del Centro Cultural de la Universidad fueron diseñadas por arquitectos de renombre, entre ellos Albert Kahn, Cass Gilbert, Louis Kamper, Gordon W. Lloyd, Donaldson y Meier y Ralph Adams Cram. Los estilos arquitectónicos de los edificios de la zona representan la gama de estilos actuales en el momento de la construcción. Las primeras casas unifamiliares muestran estilos del Segundo Imperio, del Neorrománico y, en particular, de la Reina Ana. Más tarde se construyeron residencias en los estilos Renacimiento colonial y Renacimiento federal. Grandes edificios públicos como el DIA y la biblioteca se construyeron en estilo neorrenacentista con influencias de Bellas Artes.

### Fases I e II
En el momento de la presentación original, el área continuaba dentro del Centro Cultural de la Universidad y tenía numerosas estructuras y distritos históricos ya incluidos en el Registro Nacional de Lugares Históricos. Estos incluían estructuras construidas como casas privadas (la Casa David Mackenzie, la Casa del coronel Frank J. Hecker y la Casa David Whitney), estructuras orientadas al público (el Teatro Hilberry, Scarab Club, Orchestra Hall, Detroit Institute of Arts, Rackham Building, Biblioteca Pública de Detroit y Old Main), grandes edificios comerciales y de apartamentos (el edificio Belcrest y Maccabees) y dos distritos históricos (el Distrito Histórico de East Ferry Avenue y el Distrito Histórico de West Canfield).
Al investigar las estructuras dentro del Centro Cultural-Universidad, la decisión fue tomada por el grupo que nominó las estructuras para concentrarse en dos áreas específicas. Para la Fase I, el área delimitada por Woodward Avenue en el este, Second Avenue en el oeste, Warren Avenue en el sur y Ford Freeway en el norte fue el objetivo. Para la Fase II, el área en el campus de Universidad Estatal Wayne y delimitada por Second Avenue en el este y Lodge Freeway en el oeste fue el objetivo.
| Nombre                                   | Imagen | Dirección                                                                                     | Año  | Arquitecto                                    | Fase    | Notas     |
| ---------------------------------------- | ------ | --------------------------------------------------------------------------------------------- | ---- | --------------------------------------------- | ------- | --------- |
| Cass Motor Sales                         |        | 5800 Cass Avenue                                                                              | 1928 | Desconcido                                    | Fase I  |           |
| Casa Samuel L. Smith                     |        | 5035 Woodward Avenue                                                                          | 1889 | Rogers and MacFarlane                         | Fase I  |           |
| Casa Thomas S. Sprague                   |        | 80 West Palmer Street                                                                         | 1884 | William Scott & Co                            | Fase I  | Demolida. |
| Casa Herman Strasburg                    |        | 5415 Cass Avenue                                                                              | 1915 | Marcus Burrowes                               | Fase I  |           |
| Verona Apartments                        |        | 92 West Ferry Street                                                                          | 1894 | William G. Malcomson, William E. Higginbotham | Fase I  |           |
| Chatsworth Apartments                    |        | 630 Merrick Street (en la actualidad dentro del campus de la Universidad Estatal Wayne)       | 1927 | Pollmar, Ropes & Lundy                        | Fase II |           |
| Saint Andrew's Memorial Episcopal Church |        | 5105 Anthony Wayne Drive (en la actualidad dentro del campus de la Universidad Estatal Wayne) | 1894 | Cram, Wentworth & Goodhue                     | Fase II |           |
| Santa Fe Apartments                      |        | 681 Merrick Street (en la actualidad dentro del campus de la Universidad Estatal Wayne)       | 1925 | F.W. Wiedmaier, John B. Gay                   | Fase II | Demolida. |
Estas estructuras representan cada cara de la historia de uso mixto del Centro Cultural de la Universidad, desde las casas unifamiliares originales de clase alta (la Casa Herman Strasburg, la Casa Thomas S. Sprague y la Casa Samuel L. Smith), a los apartamentos posteriores, tanto pequeños (Verona Apartments) como grandes (Chatsworth Apartments y Santa Fe Apartments), a establecimientos comerciales (Cass Motor Sales) e instituciones de orientación pública (Iglesia de San Andrés). Muchas de estas estructuras se han reutilizado a medida que cambia el carácter del área y se requieren diferentes tipos de espacio.

## Ubicación
El University-Cultural Center es una sección de Detroit delimitada por la Autopista Chrysler (I-75) al este, la Autopista Lodge (M-10) al oeste, las vías del ferrocarril Grand Trunk al norte y Selden Street, Parsons Street, East Willis Street y East Warren Avenue en el sur. Esta denominación en particular ha caído en desuso, reemplazada por "Midtown", que extiende el límite sur del Centro Cultural Universitario hasta la Autopista Fisher (I-75), y contrae el límite norte con la Autopista Edsel Ford (I-94). Todas las estructuras de este MRA se encuentran dentro de Midtown. La sección del Centro Cultural Universitario no incluida en Midtown es principalmente de naturaleza industrial (a diferencia de los edificios residenciales y comerciales en este MRA), y contiene el Distrito Histórico de New Amsterdam y el Distrito Histórico Industrial de Piquette Avenue.